# K-pop Star 5
《K-pop Star 5》（韓語：K팝스타 5）是韓國電視台SBS《星期天真好》綜藝時段中的一部綜藝節目，亦是K-pop Star 4的後續篇。節目由2015年11月22日播放至2016年4月10日。

## 演出者

### 主持人
- 全炫茂
- Boom

### 評判
- 梁鉉錫 (YG娛樂代表、製作人、歌手)
- 朴軫永 (JYP娛樂代表、製作人、歌手、作曲家)
- 柳熙烈 (Antenna代表、製作人、歌手、作曲家、組合Toy成員)。

## 十強選手
- Crystal Yi（朝鲜语：이수정 (가수)）（이수정）:  1993年生,來自美國，第一名。[3]
- Ahn Ye-eun（안예은）: 1992年5月21日（32歲）, 來自韓國，第二名。[4]
- Lee Si-eun（이시은）: 1994年5月9日（30歲）, 來自韓國, 2016年4月3日淘汰。
- Mazinga S（마진가S）: 2016年4月3日淘汰。
  - Joyce Lee（조이스 리 ）: 1998年生, 來自美國。
  - Kim Ye-rim（김예림）: 1994年生, 來自韓國。
  - 劉柏辛（려위위）: 1998年12月21日（26歲）, 來自中國。
  - Denise Kim（데니스 김 ）: 2001年生, 來自美國。
- Jei Yu（유제이）, 2000年生, 來自美國, 2016年3月27日淘汰。
- Woo Ye-rin（우예린）, 1995年生, 來自韓國, 2016年3月27日淘汰。
- Jung Jin-woo（朝鲜语：정진우 (1996년)）（정진우）,  1996年6月24日（28歲）, 來自韓國, 2016年3月22日淘汰。
- Park Min-ji（박민지）, 1998年生, 來自韓國, 2016年3月22日淘汰。
- Sophie Han（소피 한）, 2001年生, 來自美國, 2016年3月6日淘汰。
- Joo Mi-yeon（주미연）, 1991年生, 來自韓國, 2016年3月6日淘汰。

## 外部連結
- K-pop Star 5的官方網站
- K-pop Star 5[]的Naver網站